# Паутовский
Паутовский — посёлок в Колыванском районе Новосибирской области. Входит в состав Калининского сельсовета.

## География
Площадь посёлка — 46 гектаров.

## Население
| 2002 | 2007 | 2010 |
| ---- | ---- | ---- |
| 139  | ↗144 | ↘61  |

## Инфраструктура
В посёлке по данным на 2007 год функционирует 1 учреждение здравоохранения.